# Bill Black
William Patton "Bill" Black, Jr., född 17 september 1926 i Memphis, Tennessee, död 21 oktober 1965 (av en hjärntumör) i Memphis, Tennessee, var en amerikansk basist. Han är mest känd för att tillsammans med Scotty Moore och DJ Fontana ha kompat Elvis Presley i början av hans karriär. Efter att ha lämnat Presley 1958 efter en dispyt om gaget bildade Black Bill Black's Combo.
År 2009 invaldes Black i Rock and Roll Hall of Fame.

## Diskografi (i urval)

### Bill Black's Combo

#### Album
- 1960 – Solid and Raunchy
- 1962 – Let's Twist Her
- 1963 – Big Black Combo Goes West
- 1963 – Big Black Combo Goes Big Band
- 1964 – Plays Tunes By Chuck Berry
- 1965 – Mr. Beat
- 1967 – Bill Black's Greatest Hits
- 1969 – Solid and Raunchy 3rd
- 1975 – World's Greatest Honky-Tonk Band